# Quận Wilson, Kansas
Quận Wilson là một quận thuộc tiểu bang Kansas, Hoa Kỳ. Theo điều tra dân số năm 2000 của Cục điều tra dân số Hoa Kỳ, quận có dân số 10.332 người.
Quận lỵ là Fredonia.6

## Địa lý
Theo Cục điều tra dân số Hoa Kỳ, quận có tổng diện tích 575 dặm vuông (1.489 km ²), trong đó, 574 dặm vuông (1.486 km ²) là đất và dặm 1 vuông (3 km ²) của nó (0,20%) là diện tích mặt nước.

### Quận giáp ranh
- Quận Woodson (bắc)
- Quận Allen (đông bắc)
- Quận Neosho (đông)
- Quận Montgomery (nam)
- Quận Elk (tây)
- Quận Greenwood (tây bắc)

## Thông tin nhân nhân khẩu
Theo điều tra dân số 2 năm 2000, quận đã có 10.332 người, 4.203 hộ, và 2.849 gia đình sống trong quận. Mật độ dân số là 18 người cho mỗi dặm vuông (7/km ²). Có 4.937 đơn vị nhà ở với mật độ trung bình là 9 mỗi dặm vuông (3/km ²). Cơ cấu chủng tộc dân cư quận gồm có 96,78% người da trắng, 0,37% da đen hay Mỹ gốc Phi, 0,88% người Mỹ bản xứ, 0,26% người châu Á, Thái Bình Dương 0,04%, 0,48% từ các chủng tộc khác, và 1,19% từ hai hoặc nhiều chủng tộc. 1,67% dân số là người Hispanic hay Latino thuộc chủng tộc nào.
Quận này có 4.203 hộ, trong đó 29,60% có trẻ em dưới 18 tuổi sống chung với họ, 57,10% là các cặp vợ chồng sống với nhau, 7,80% có chủ hộ là nữ không có mặt chồng, và 32,20% là không lập gia đình. 29,10% của tất cả các hộ gia đình đã được tạo thành từ các cá nhân và 15,80% có người sống một mình 65 tuổi trở lên đã được người. Bình quân mỗi hộ là 2,40 và cỡ gia đình trung bình là 2,96.
Trong quận có dân số là trải ra với 25,40% ở độ tuổi dưới 18, 7,40% 18-24, 23,80% 25-44, 23,40% 45-64, và 19,90% 65 tuổi trở lên. Tuổi trung bình là 41 năm. Cứ mỗi 100 nữ có 94,20 nam giới. Cứ mỗi 100 nữ 18 tuổi trở lên, đã có 89,60 nam giới.
Thu nhập trung bình cho một hộ gia đình trong quận đạt mức 29.747 USD, và thu nhập trung bình cho một gia đình là 36.990 đô la Mỹ. Nam giới có thu nhập trung bình 27.255 đô la Mỹ so với 18.670 đô la Mỹ cho phái nữ. Thu nhập trên đầu cho các quận được 14.910 đô la Mỹ. Giới 7,50% gia đình và 11,30% dân số sống dưới mức nghèo khổ, trong đó có 13,40% những người dưới 18 tuổi và 11,80% có độ tuổi từ 65 trở lên.
Listen
Read phoneticallyDictionary - View detailed dictionary